# المحاريق (أسلم)

تعديل مصدري - تعديل

المحاريق هي إحدى قرى عزلة أسلم الوسط بمديرية أسلم التابعة لمحافظة حجة، بلغ تعداد سكانها 165 نسمة حسب تعداد اليمن لعام 2004.